# Gran Premio motociclistico d'Argentina 1987
Il Gran Premio motociclistico d'Argentina è stato il quindicesimo e ultimo appuntamento della stagione 1987. Si disputò il 4 ottobre 1987 presso il circuito di Buenos Aires e vide vincere Eddie Lawson nella classe 500 e Sito Pons nella classe 250.
Molti piloti lamentano la pericolosità del circuito; Anton Mang fece un solo giro prima di ritirarsi per protesta.

## Classe 500

### Arrivati al traguardo
| Pos | Pilota              | Moto       | Giri | Tempo     | Griglia | Punti |
| --- | ------------------- | ---------- | ---- | --------- | ------- | ----- |
| 1   | Eddie Lawson        | Yamaha     | 34   | 46:38.225 | 3       | 15    |
| 2   | Randy Mamola        | Yamaha     | 34   | +11.416   | 2       | 12    |
| 3   | Wayne Gardner       | Honda      | 34   | +14.060   | 1       | 10    |
| 4   | Shunji Yatsushiro   | Honda      | 34   | +35.826   | 5       | 8     |
| 5   | Raymond Roche       | Cagiva     | 34   | +50.104   | 7       | 6     |
| 6   | Mike Baldwin        | Yamaha     | 34   | +50.373   | 8       | 5     |
| 7   | Niall Mackenzie     | Honda      | 34   | +51.182   | 4       | 4     |
| 8   | Tadahiko Taira      | Yamaha     | 34   | +1:14.433 | 11      | 3     |
| 9   | Pierfrancesco Chili | Honda      | 33   | +1 giro   | 10      | 2     |
| 10  | Ron Haslam          | Elf-Honda  | 33   | +1 giro   | 12      | 1     |
| 11  | Marco Gentile       | Fior-Honda | 33   | +1 giro   | 13      |       |
| 12  | Gerhard Vogt        | Suzuki     | 32   | +2 giri   | 17      |       |
| 13  | Vincenzo Cascino    | Suzuki     | 32   | +2 giri   | 15      |       |

### Ritirati
| Pilota             | Moto   | Giri | Motivo ritiro | Griglia |
| ------------------ | ------ | ---- | ------------- | ------- |
| Didier de Radiguès | Cagiva | 9    |               | 9       |
| Christian Sarron   | Yamaha | 9    |               | 6       |

### Non partiti
| Pilota              | Moto   | Griglia |
| ------------------- | ------ | ------- |
| Wolfgang von Muralt | Suzuki | 14      |
| Robert McElnea      | Yamaha | 16      |

## Classe 250

### Arrivati al traguardo
| Pos | Pilota               | Moto     | Tempo     | Griglia | Punti |
| --- | -------------------- | -------- | --------- | ------- | ----- |
| 1   | Sito Pons            | Honda    | 42:56.523 | 4       | 15    |
| 2   | Dominique Sarron     | Honda    | +0.195    | 13      | 12    |
| 3   | Masahiro Shimizu     | Honda    | +0.473    | 2       | 10    |
| 4   | Luca Cadalora        | Yamaha   | +0.688    | 8       | 8     |
| 5   | Carlos Cardús        | Honda    | +2.254    | 9       | 6     |
| 6   | Reinhold Roth        | Honda    | +3.655    | 6       | 5     |
| 7   | Juan Garriga         | Yamaha   | +4.005    | 5       | 4     |
| 8   | Patrick Igoa         | Yamaha   | +4.306    | 12      | 3     |
| 9   | Carlos Lavado        | Yamaha   | +25.305   | 3       | 2     |
| 10  | Stefano Caracchi     | Honda    | +39.232   | 10      | 1     |
| 11  | Guy Bertin           | Honda    | +1:06.237 | 18      |       |
| 12  | Jean-Michel Mattioli | Yamaha   | +1:18.458 | 17      |       |
| 13  | Alberto Puig         | JJ-Cobas | +1 giro   | 20      |       |
| 14  | Bruno Bonhuil        | Honda    | +1 giro   | 22      |       |
| 15  | Hervé Duffard        | Honda    | +1 giro   | 21      |       |
| 16  | Luis Lavado          | Yamaha   | +1 giro   | 26      |       |
| 17  | Miguel Gonzales      | Yamaha   | +1 giro   | 24      |       |
| 18  | Eduardo Aleman       | Yamaha   | +2 giri   | 28      |       |
| 19  | Raul Piloni          | JJ-Cobas | +2 giri   | 32      |       |
| 20  | Fernando Gonzales    | JJ-Cobas | +2 giri   | 33      |       |
| 21  | Philippe Pagano      | Honda    | +3 giri   | 34      |       |
| 22  | Francisco Incorvaia  | Yamaha   | +3 giri   | 35      |       |
| 23  | Oscar Cabas          | Yamaha   | +4 giri   | 30      |       |

### Ritirati
| Pilota               | Moto    | Motivo ritiro | Griglia |
| -------------------- | ------- | ------------- | ------- |
| Martin Wimmer        | Yamaha  |               | 1       |
| Loris Reggiani       | Aprilia | Caduta        | 7       |
| Stéphane Mertens     | Honda   | Caduta        | 14      |
| Jean-Philippe Ruggia | Yamaha  |               | 15      |
| Urs Luzi             | Honda   |               | 16      |
| Jean Foray           | Yamaha  |               | 23      |
| Ricardo Blanco       | Yamaha  |               | 31      |
| Alfredo Rios         | Yamaha  |               | 36      |
| Alain Bronec         | Honda   |               | 27      |
| Anton Mang           | Honda   |               | 19      |

### Non partiti
| Pilota              | Moto   | Griglia |
| ------------------- | ------ | ------- |
| Jean-François Baldé | Honda  | 11      |
| Rene Zanatta        | Yamaha | 25      |
| Sergio Granton      | Yamaha | 29      |

### Non qualificati
| Pilota            | Moto   |
| ----------------- | ------ |
| Raul Calvelo      | Yamaha |
| Claudio Incorvaia | Yamaha |